# Noisiel
Noisiel település Franciaországban, Seine-et-Marne megyében. Lakosainak száma 15 927 fő (2022. január 1.). Noisiel Vaires-sur-Marne, Lognes, Champs-sur-Marne, Chelles, Émerainville és Torcy községekkel határos.

## Népesség
A település népességének változása:
| Lakosok száma | 15 638 | 15 627 | 15 632 | 15 230 | 15 676 | 15 960 | 15 750 | 15 461 | 15 927 |
|               | 2013   | 2015   | 2016   | 2017   | 2018   | 2019   | 2020   | 2021   | 2022   |